# Kompot
Kompot là một đồ uống ngọt không cồn, có thể được dùng nóng hay lạnh, tùy thuộc vào truyền thống và thời tiết. Nó được làm ra bằng cách nấu dâu tây, mơ, đào, táo, đại hoàng, lựu, hoặc anh đào chua trong nước, thường thêm đường hay nho khô để tăng độ ngọt, vani và quế đôi khi được cho vào, đặc biệt vào mùa đông khi kompot được uống nóng.

## Phân bố
Kompot là một phần trong văn hóa ẩm thực của nhiều nước Trung, Đông, và Nam Âu như Armenia, Azerbaijan, Belarus, Cộng hòa Czech, Ukraina, Nga, Ba Lan, Bulgari, Bosnia và Herzegovina, Litva, Latvia, Estonia, Hungary, Slovenia, Croatia, Macedonia, Serbia,Montenegro, Slovakia, Moldova, Tajikistan, Áo và Romania. Kompot ("компот" trong tiếng Macedonia, Bulgari, Nga, và Ukrainia) còn là một cách  được dùng rộng rãi để bảo quản trái cây trong mùa đông tại Bulgari, Bosnia và Herzegovina và có lẽ cả các quốc gia Balkan khác. Năm 1885, Lucyna Ćwierczakiewiczowa viết trong một cuốn sách nấu ăn rằng kompot bảo quản trái cây tốt đến nỗi trái cây trong chúng còn tươi. Chúng còn rất phổ biến tại các nước Trung Á như Uzbekistan và Kyrgyzstan. Có hàng tá công thức xuất hiện trong quyển sách Kuchnia Polska.